# Ola de calor en Japón en 2018
La ola de calor en Japón en 2018, que se ha venido desarrollando desde la mayor parte de julio de este año, no ha tenido precedentes y ha afectado a grandes áreas de ese país asiático. Muchas áreas han experimentado temperaturas superiores a 35 °C (95 °F), y la ciudad de Kumagaya (en la prefectura de Saitama) registró una temperatura máxima de 41.1 °C (106.0 °F) el 23 de julio, la más alta jamás observada en Japón. Al menos 80 personas han muerto por causas relacionadas con el calor y al menos 22 000 han sufrido casos de insolación que han requerido hospitalización.

## Resumen de los hechos
Después de las inundaciones y los deslizamientos de tierra que duraron desde finales de junio hasta mediados de julio de 2018, una extensa ola de calor se extendió a través de la isla principal de Japón. En las prefecturas afectadas por las inundaciones y los deslizamientos de tierra, Hiroshima, Okayama y Ehime, 145 personas fueron hospitalizadas con síntomas de insolación, ya que las temperaturas allí superaron los 35 °C (95.0 °F). El 15 de julio, 200 de las 927 estaciones en la red de observación nacional registraron temperaturas máximas superiores a 35 °C (95.0 °F). El 23 de julio, se observó una temperatura alta de 41.1 °C (106.0 °F) en Kumagaya, 65 km (40 millas) al noroeste de Tokio. Esto constituye un récord histórico para todo Japón. Muchas ciudades registraron temperaturas cercanas a los 40 °C (104 °F) en ese día. En Kioto, las temperaturas estuvieron por encima de los 38 °C (100 °F) durante siete días seguidos por primera vez desde que los registros comenzaron a conservarse en el siglo XIX.
El 24 de julio, la Agencia Meteorológica de Japón calificó el evento como un desastre natural e indicó que muchas áreas estaban experimentando «niveles de calor sin precedentes».

## Efectos
Al menos 80 personas han muerto en todo el país por causas relacionadas con el calor y más de 22,000 personas han requerido hospitalización por insolación. Las muertes ocurrieron en 28 de las 47 prefecturas del país. Entre el 15 y el 22 de julio, 65 personas murieron a causa del calor, incluidas 11 el 21 de julio y 13 el 23 de julio. El número de víctimas por el calor fue el más grande visto en un solo período de una semana desde que el gobierno comenzó registros detallados en 2008. El 17 de julio, el Departamento de Bomberos de Tokio despachó ambulancias 2900 veces, el mayor número en un solo día desde que el departamento comenzó en 1936. Esto fue superado solo cuatro días después, el 21 de julio, cuando se enviaron ambulancias 3.125 veces.
El Ministerio de Educación emitió una advertencia a las escuelas para que tomen precauciones contra los casos de insolación, tras la muerte de un niño de seis años que asistía a un evento al aire libre. Menos de la mitad de las escuelas en el país tienen aire acondicionado, y los funcionarios del gobierno discutieron extender las vacaciones escolares por seguridad. Además, el gobierno consideró cubrir el costo de instalar acondicionadores de aire en las escuelas. Kyushu Electric Power ofreció descuentos del 10 por ciento a clientes de 75 años y más para sus facturas de agosto y septiembre para promover el uso del aire acondicionado.